# Paralovo, Novi Pazar
Paralovo (izvirno srbsko Паралово) je naselje v Srbiji, ki upravno spada pod Mesto Novi Pazar; slednja pa je del Raškega upravnega okraja.

## Demografija
V naselju živi 582 polnoletnih prebivalcev, pri čemer je njihova povprečna starost 26,9 let (26,6 pri moških in 27,2 pri ženskah). Naselje ima 194 gospodinjstev, pri čemer je povprečno število članov na gospodinjstvo 5,06.
|  |

| Demografija | Demografija     | Demografija     |
| Leto        | Št. prebivalcev | Št. prebivalcev |
| ----------- | --------------- | --------------- |
|             |                 |                 |
|             |                 |                 |
|             |                 |                 |
|             |                 |                 |
| 1948        | 273             |                 |
| 1953        | 323             |                 |
| 1961        | 380             |                 |
| 1971        | 410             |                 |
| 1981        | 552             |                 |
| 1991        | 620             | 601             |
| 2002        | 996             | 982             |
|             |                 |                 |

| Etnična sestava po popisu iz leta 2002 | Etnična sestava po popisu iz leta 2002 | Etnična sestava po popisu iz leta 2002 | Etnična sestava po popisu iz leta 2002 | Etnična sestava po popisu iz leta 2002 |
| -------------------------------------- | -------------------------------------- | -------------------------------------- | -------------------------------------- | -------------------------------------- |
| Bošnjaki                               | Bošnjaki                               |                                        | 978                                    | 99,59%                                 |
| Muslimani                              | Muslimani                              |                                        | 2                                      | 0,20%                                  |
| Srbi                                   | Srbi                                   |                                        | 1                                      | 0,10%                                  |
| Neznano                                | Neznano                                |                                        | 1                                      | 0,10%                                  |